# 2019年8月31日東京反對逃犯條例修訂草案集會
2019年8月31日東京反對逃犯條例修訂草案集會是2019年8月31日在東京舉行的集会，旨在声援香港的反對逃犯條例修訂草案運動及抗議《2019年逃犯及刑事事宜相互法律協助法例（修訂）條例草案》。來自香港和日本公民的國際學生支持香港。還支持了一名8月11日眼睛受到攻擊的婦女。